# 1928年至1929年香港甲組足球聯賽
1928–29年香港甲組足球聯賽（英語：Hong Kong First Division Football League），是第 21 屆香港甲組足球聯賽，本屆聯賽共有 11 隊參賽球隊，冠軍是中華，他們第 2 次贏得港甲冠軍。這一賽季各支球隊一共打入369球，平均每场比赛打入3.42球。

## 外部連結
- 香港足球總會官網（页面存档备份，存于）
- 香港甲組足球聯賽 歷屆冠軍（页面存档备份，存于）